# Калиник Хараламбакис
Калиник (на гръцки: Καλλίνικος, Калиникос) е гръцки духовник, митрополит на Цариградската патриаршия.

## Биография
Роден е със светското име Хараламбос Хараламбакис (Χαράλαμπος Χαραλαμπάκης) в цариградския квартал Неохори. Учи в Семинарията на Халки, която завършва в 1918 година. На 22 октомври 1917 година е ръкоположен за дякон от Герман Селевкийски. След дипломирането си работи като учен и архидякон в Никомидийската епархия от 1918 - 1921 година, а от 1921 до 1926 година учи в Лайпцигския и Килския университет в Германия. В Лайпциг издава списанието „Пропилеа“. От 1926 до 1932 година е преподавател по гръцки език в Хамбургския университет. Патриаршията го назначава в Москва (1929 г.), а по-късно в 1932 година започва работа като проповедник в Солунската митрополия.
Солунският митрополит Генадий го ръкополага епископ с титлата олимпийски на 9 декември 1936 г. На 19 октомври 1945 г. е избран за касандрийски митрополит, а на 11 март 1958 г. става берски и негушки митрополит. Тук той пише богословски трактати. През 1968 г. е отстранен от митрополитството поради напредването на възрастта му.
Умира на 23 октомври 1978 година в Солун. Погребан е в манастира Влатадес.